# 財宝温泉
財宝温泉（ざいほうおんせん）は、鹿児島県の健康食品メーカー・株式会社財宝が発売するミネラルウォーターである。
財宝は、1993年に鹿児島県垂水市に飲料水を製造するための工場を建設し、1994年から随時工場の近接地で温泉を掘削する工事を進めながら、その温泉からの湧水をボトリングした商品の開発・販売を進めているという。
この財宝温泉で使われる飲料水は、桜島の火山エネルギーと、工場周辺の大自然による天然濾過を行い、地下1000mの深さから55℃の高温で湧き出る温泉水である。
現在こそ各社500mlペットボトルのミネラルウォーターを出しているが、昔から出でいるミネラルウォーターが1Lしかなない頃、当品は500mlペットボトルで出していた為、山下達郎がライブ中に1L飲み切れないとの理由で、水分補給に当品を用いてから現在まで愛用している。